# Flymens distrikt
Flymens distrikt är ett distrikt i Karlskrona kommun och Blekinge län. 
Distriktet ligger nordost om Karlskrona. 

## Tidigare administrativ tillhörighet
Distriktet inrättades 2016 och utgörs av en del av området Karlskrona stad omfattade före 1971, den del som utgjort norra delen av Augerums socken vilken 1967 uppgick i staden.
Området motsvarar den omfattning Flymens församling hade vid årsskiftet 1999/2000 och fick 1920 efter utbrytning ur Augerums församling.